# Майський (Ребріхинський район)
Ма́йський (рос. Майский) — селище у складі Ребріхинського району Алтайського краю, Росія. Входить до складу Зиминської сільської ради.

## Населення
Населення — 38 осіб (2010; 82 у 2002).
Національний склад (станом на 2002 рік):
- росіяни — 96 %